# Aeroponika

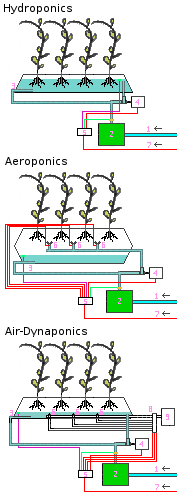
Różnice między hydroponiką a aeroponiką

Aeroponika – system produkcji roślinnej bez zastosowania środowiska stałego (uprawa ziemna) lub ciekłego (hydroponika).
Rośliny umieszczone są w płytach z tworzyw sztucznych, tak że ich korzenie znajdują się w powietrzu. Woda i sole mineralne są rozpylane bezpośrednio na korzenie roślin w postaci aerozolu. Optymalnie wytworzone sztuczne siedlisko pozwala na uzyskiwanie szybkiego wzrostu i rozwoju roślin. W szkółkarstwie aeroponika umożliwia łatwe przesadzanie roślin bez uszkadzania systemu korzeniowego. Wadą aeroponiki są wysokie koszty i skomplikowana elektroniczna aparatura. Dlatego stosowana jest tylko w produkcji roślin unikatowych.
W przemyśle oraz badaniach naukowych hodowla aeroponiczna jest stosowana w bioreaktorach rozpyłowych stosowanych do hodowli korzeni. Umieszczony na płycie ceramicznej materiał roślinny jest zraszany płynną pożywką zawierającą składniki odżywcze oraz fitohormony - auksyny.
Metoda aeroponiczna wprowadzona została w 1970 roku przez Franco Massantiniego.